# Terra firme

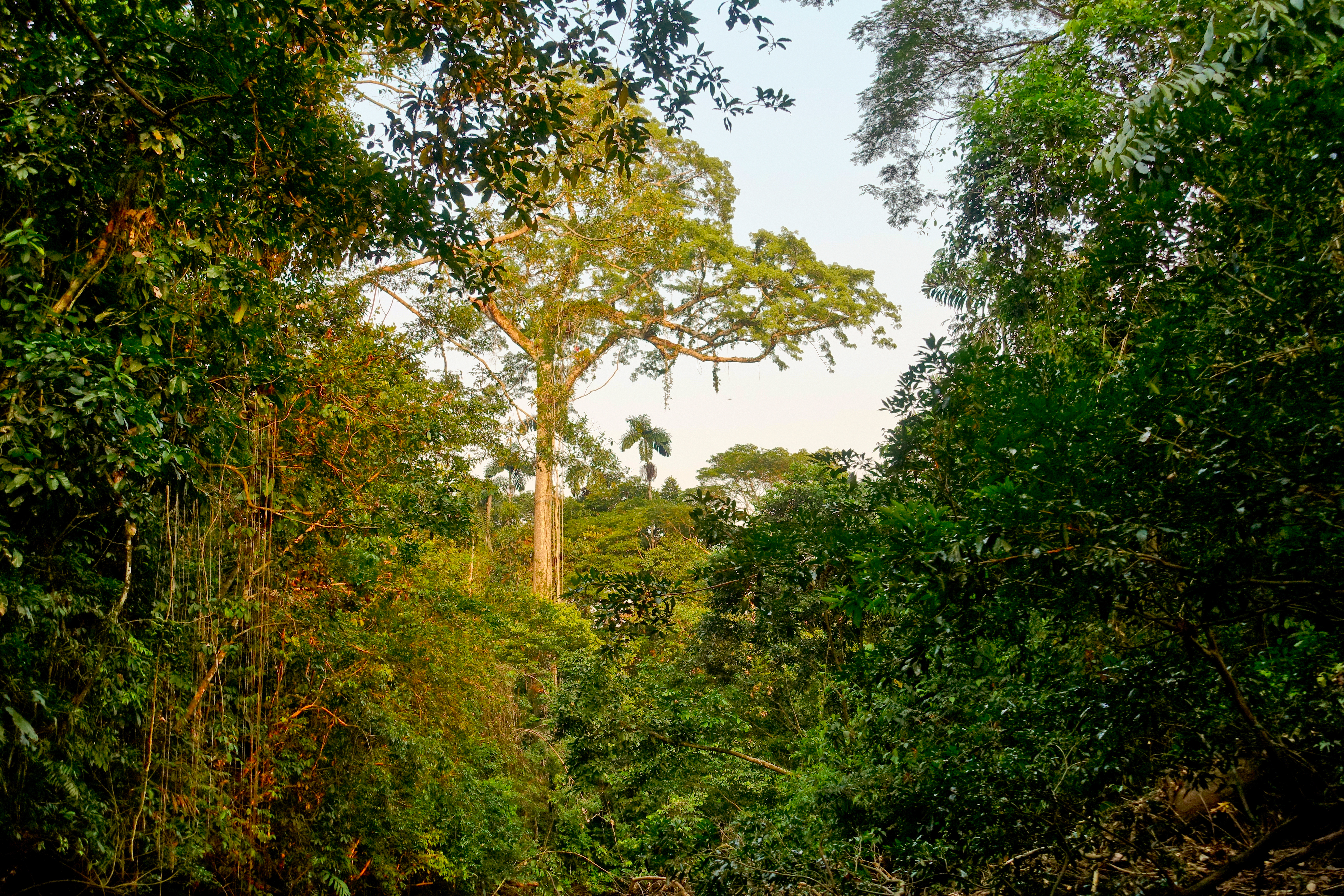
Gli alberi emergenti – singoli alberi che svettano sopra la volta della foresta – sono tipici delle foreste di terra firme.

In America meridionale viene indicata come terra firme (in portoghese) o tierra firme (spagnolo), vale a dire «terra solida», l'ecosistema della foresta pluviale tropicale di pianura (specialmente nel bacino amazzonico) che si sviluppa al di fuori delle zone periodicamente inondate dai fiumi.
Essa si differenzia dagli ecosistemi di foresta pluviale delle aree alluvionali: la várzea, cioè l'area periodicamente inondata dei fiumi di acqua bianca provenienti dall'ovest e dalle Ande come il Madeira, il Purus e il Rio delle Amazzoni, e l'igapó, il tipo di vegetazione delle foreste allagate nei fiumi dalle acque scure (Rio Negro e Urubu). Entrambi questi tipi di foresta inondata, pur essendo tra i tipi di foresta più ricchi di specie sulla terra, non raggiungono la biodiversità delle foreste di terra firme.

## Caratteristiche
Le foreste non soggette a inondazioni in Brasile sono più di 4/5 della copertura vegetale della regione. A eccezione di alcune, la maggior parte delle piante non perde le foglie durante la stagione secca. Gli studi indicano che le specie di piante variano molto da regione a regione: sono poche le piante comuni a tutta l'Amazzonia e, in prevalenza, esse sono tipiche di una determinata zona (endemismo). Il noce dell'Amazzonia (Bertholletia excelsa), detto anche noce del Brasile o del Pará, la sapucaia (Lecythis pisonis) e la macaranduba (Manilkara huberi) sono invece presenti in più aree.
La foresta di terra firme ha almeno quattro strati di vegetazione dal basso verso l'alto:
- il primo è il sottobosco che arriva a terra con piante striscianti, felci e fogliame. La luce che penetra è poca, ed è difficile vedere a molti metri di distanza e camminare senza ostacoli;

- il secondo è l'arboreo inferiore con meno luce, tra i 5 e i 20 m, alberi adulti dal tronco sottile, altri ancora giovani che cercano di allungarsi verso l'alto, e una grande presenza di palme giovani;

- il terzo è la cupola di foglie, tra i 20 e i 35 m, dove le piante si contendono un posto al sole. È la zona di quelle in attesa di una possibilità di luce per crescere in fretta. Qui ci sono le palme sviluppate e gli alberi che non formeranno mai la canopia definitiva, come la embaúba (Cecropia sp.);

- il quarto, il più alto, è la canopia (o dossel) con piante emergenti che raggiungono i 55 m, la castanheira-do-Amazônia (Bertholletia excelsa), la sumaumeira (Ceiba pentandra), il mogano (Swietenia macrophylla), l'angelim pedra (Hymenolobium modestum) e l'ipê (Handroanthus sp.). Tra queste vi sono anche piante che perdono le foglie come la cerejeira (Amburana acreana) e il pau-mulato (Calycophyllum spruceanum). La maggior parte è coperta da epifite come orchidee, bromelie e cactus. Gli studiosi stanno iniziando a credere che questo sia il livello più diversificato e importante della foresta.

Le piante rampicanti e le liane (chiamate cipó in Brasile) sono presenti in tutti e quattro gli strati così come altre specie di vegetali inferiori quali alghe, muschi, funghi e licheni. La zona più bassa presenta un'umidità maggiore, meno vento e meno luce.